# حزاك
الحِزَاكُ (الجمع: حُزُكٌ، أَحْزِكَةٌ) أو لَصيق هو نوع من الملابس التي ترتديها النساء غالبا وهي تشبه الجوارب النسائية ولكنها تغطي القسم السفلي بالكامل من الجسم من الخصر إلى أسفل القدم. يمكن أن يكون الحزاك شفاف أو غير شفاف.
توجد أنواع مختلفة من الأحزكة حسب اللون، أشهرها الأسود أو البني أو الرمادي، كما تختلف حسب درجة الشفافية.

## معرض صور

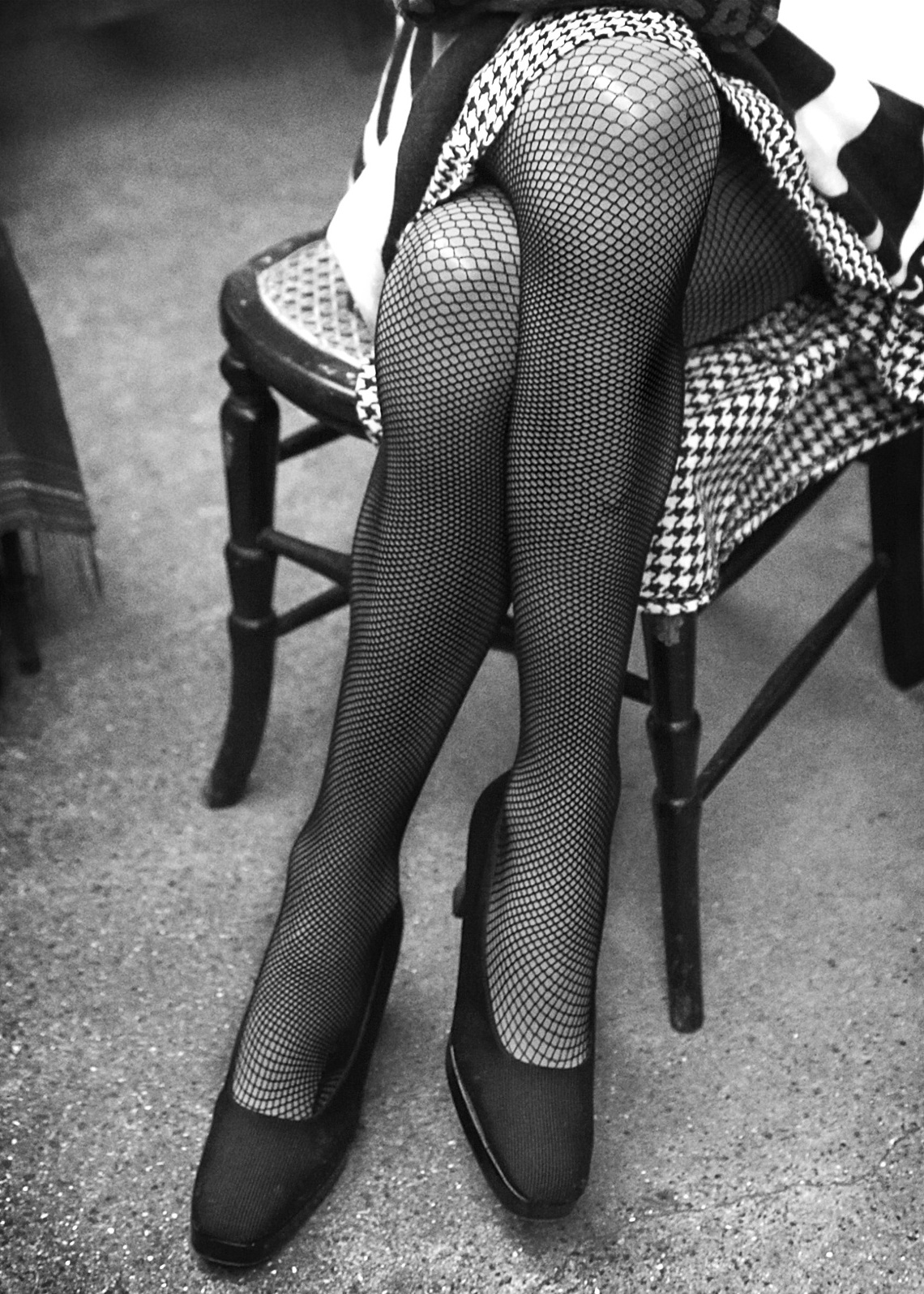
حزاك مشبك.
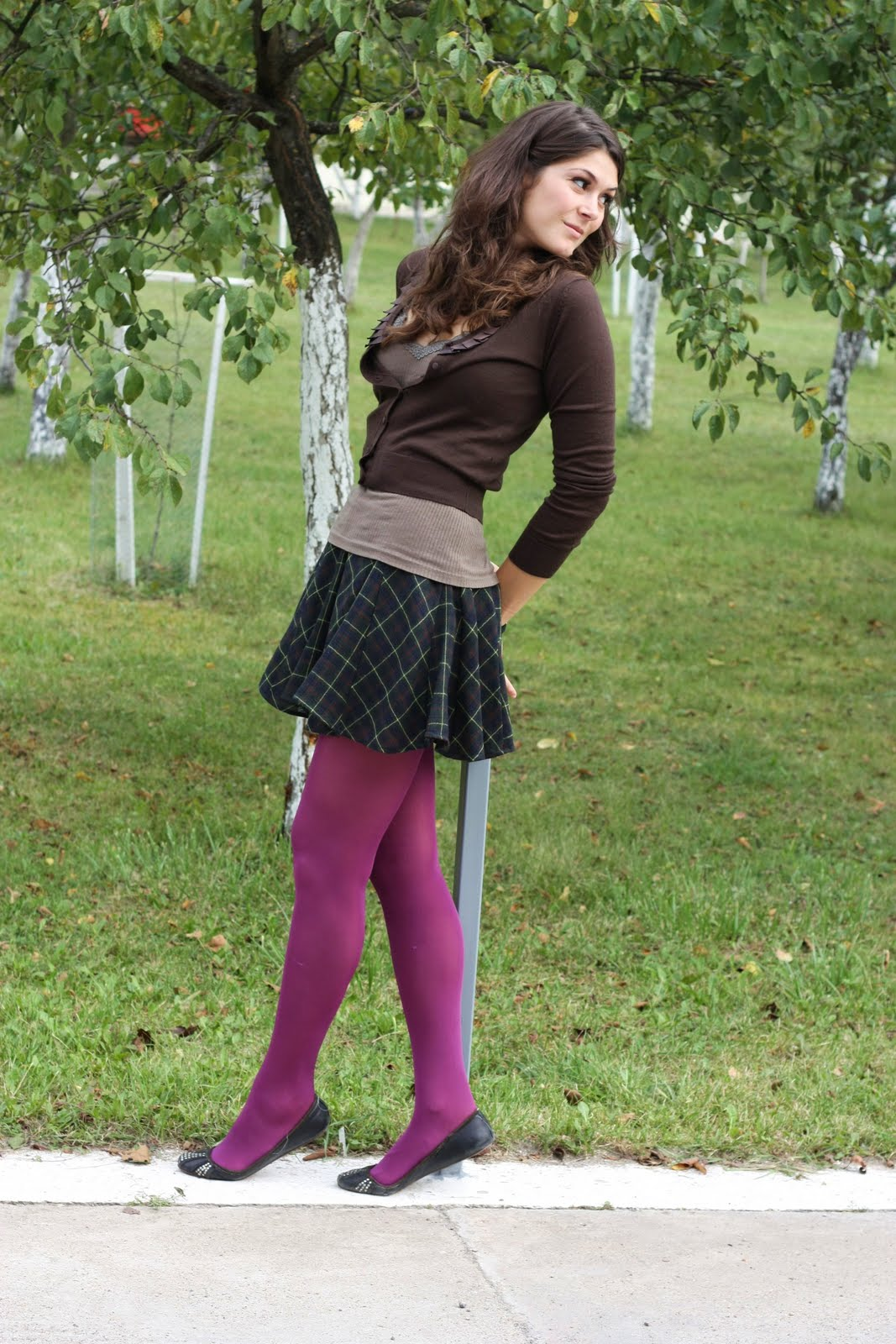
حزاك ملون.
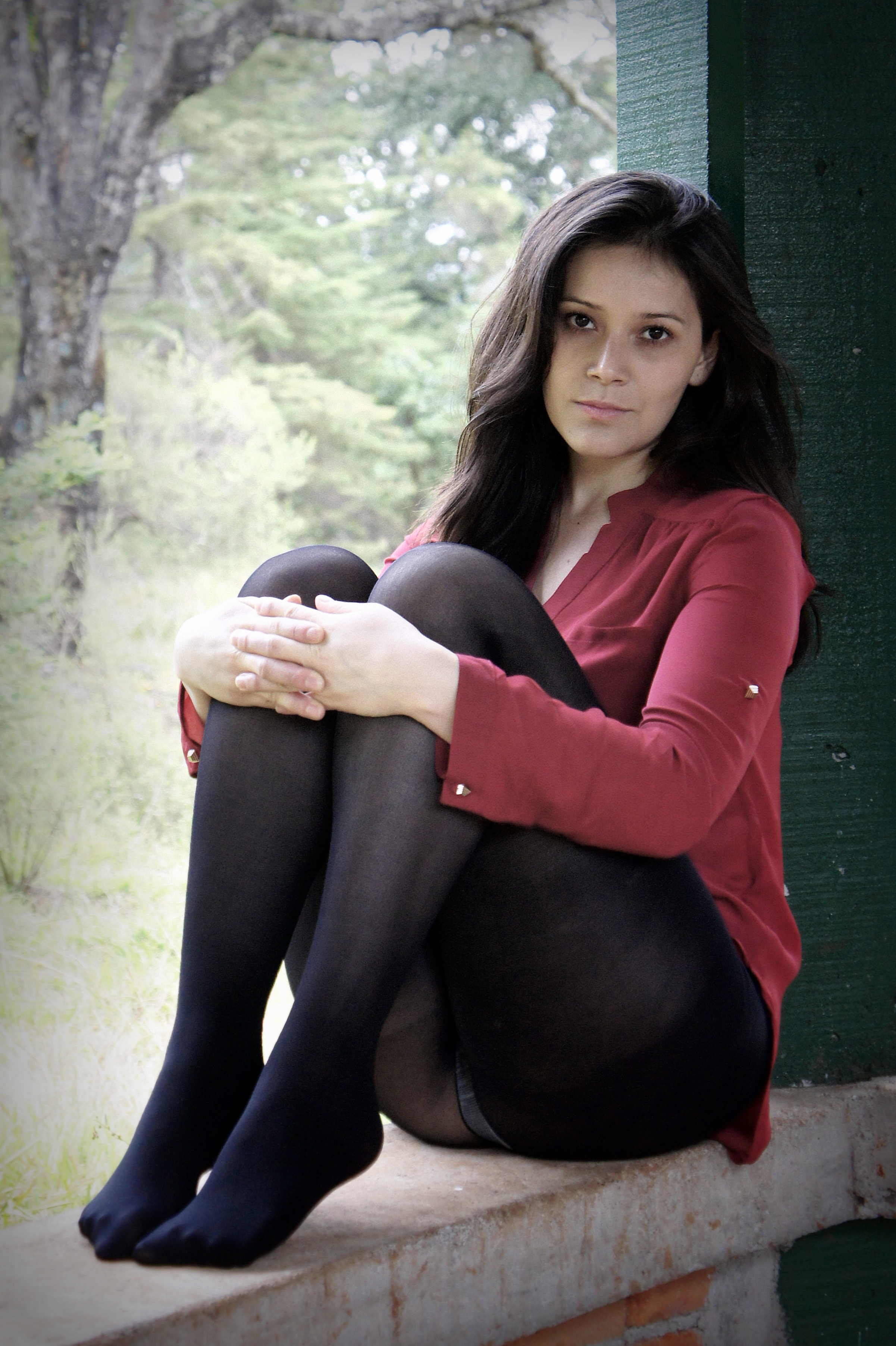
حزاك أسود معتم.
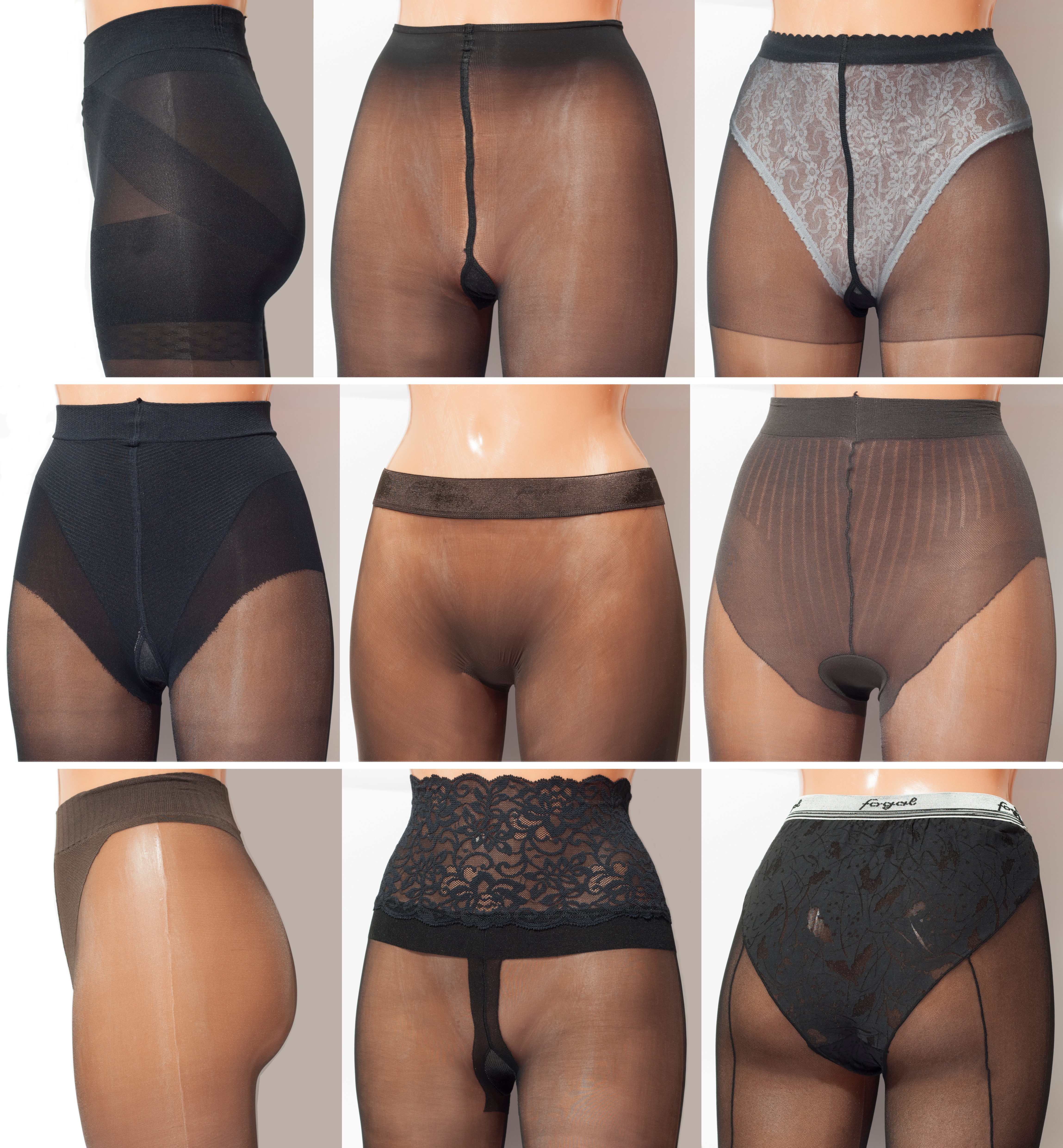
أنواع أحزكة مختلفة.

## روابط خارجية
- نصائح لترتدي الـ «كولون» على طريقة النجمات